# Batocera celebiana
Batocera celebiana là một loài bọ cánh cứng trong họ Cerambycidae.